# Estelació final de l'icosàedre
En geometria, l'estelació final de l'icosàedre (o icosaedre) és l'estelació més externa de l'icosàedre, i és «final» (o «completa») perquè inclou totes les cel·les del diagrama d'estelació de l'icosàedre; és a dir, cada tres cares planes intersecants del nucli de l'icosàedre s'intersequen o bé en un vèrtex d'aquest políedre, o bé dins seu. Aquest políedre és la dissetena estelació de l'icosàedre i és el model 42 de Wenninger.
Com a figura geomètrica té dues interpretacions:
- Com a políedre irregular amb 20 cares enneagràmiques idèntiques que s'intersequen a si mateixes, 90 arestes i 60 vèrtexs.
- Com a políedre simple amb 180 cares triangulars (60 isòsceles i 120 escalenes), 270 arestes i 92 vèrtexs. Aquesta interpretació és útil per la construcció del model polièdric.

Johannes Kepler investigà sobre les estelacions que creen políedres regulars estelats (els políedres de Kepler-Poinsot) el 1619; l'icosàedre complet amb cares irregulars fou estudiat per primer cop, però el 1900 per Max Brückner.